# Leiophron oblita
Leiophron oblita är en stekelart som först beskrevs av Johannes Friedrich Ruthe 1856.  Leiophron oblita ingår i släktet Leiophron och familjen bracksteklar. Inga underarter finns listade i Catalogue of Life.